# 余枫 (政治人物)
余枫（1961年—），男，汉族，江西鄱阳人，中华人民共和国工程师、政治人物，中国共产党党员，第十二届全国人民代表大会江西地区代表。

## 生平
毕业于中央党校科学社会主义专业。2013年，担任全国人大代表。